# 환상 즉흥곡

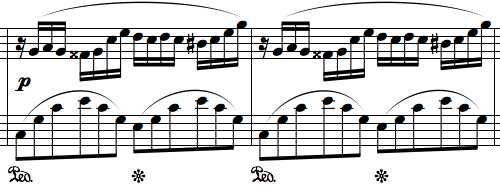
환상 즉흥곡의 주선율

《환상 즉흥곡》(올림 다단조 작품번호 66)(幻想卽興曲, 프랑스어: Fantaisie-Impromptu)은 프레데리크 쇼팽의 피아노 작품(즉흥곡)이다. 네 개의 마주르카(Op. 17)와 화려한 대왈츠(Op. 18)를 작곡할 때와 비슷한 때인 1834년에 작곡되었으나, 쇼팽은 죽을 때까지 환상 즉흥곡을 출판하지 않았다. 하지만 1855년에 환상 즉흥곡이 유작으로 출판된 이후로, 이 곡은 쇼팽의 대표작 중 하나가 되었다.

## 형식
올림다단조 4분의 4박자 곡이다. 왼손이 셋잇단음표 리듬을 연주할 때 오른손은 16분음표를 연주하는 것이 특징이다. 처음 박자는 '알레그로 아지타토'로 시작하여, 내림라장조로 조바뀜되는 부분에서는 두 마디의 '라고'에 이어 '모데라토 칸타빌레'로 바뀐다. 올림다단조로 되돌아가 다시 주선율을 연주하는 부분에서는 '프레스토'로 바뀐다. 마지막 부분에서는 오른손의 16분음표 리듬에 왼손이 '모데라토' 부분의 선율 초반을 연주하다가 분산된 올림다장조 삼화음으로 곡을 마무리짓는다.

## 같이 보기
- 즉흥곡 1번 (쇼팽)
- 환상곡 (쇼팽)